# Cúp bóng đá châu Á
Cúp bóng đá châu Á (AFC Asian Cup) là giải đấu bóng đá hàng đầu đội tuyển bóng đá nam quốc gia thuộc Liên đoàn bóng đá châu Á (AFC), nhằm xác định nhà vô địch châu lục. Đây là giải vô địch bóng đá châu lục lâu đời thứ hai trên thế giới, chỉ sau  Cúp bóng đá Nam Mỹ (Copa América). Đội vô địch sẽ trở thành nhà vô địch châu Á và trước năm 2015 còn giành quyền tham dự Cúp Liên đoàn các châu lục của FIFA.
Cúp bóng đá châu Á được tổ chức với chu kỳ 4 năm một lần kể từ lần tổ chức đầu tiên năm 1956 tại Hồng Kông cho đến giải đấu năm 2004 tại Trung Quốc. Tuy nhiên, vì năm 2004 trùng với Thế vận hội mùa hè và Giải vô địch bóng đá châu Âu, AFC quyết định chuyển lịch tổ chức để tránh trùng lặp. Kể từ đó, giải được tổ chức lại vào năm 2007, do bốn quốc gia Đông Nam Á là Indonesia, Malaysia, Thái Lan và Việt Nam đồng đăng cai, rồi tiếp tục duy trì chu kỳ 4 năm một lần.
Cúp bóng đá châu Á thường được thống trị bởi một số ít đội tuyển hàng đầu. Những đội tuyển nổi bật gồm Nhật Bản (4 lần vô địch), Iran và Ả Rập Xê Út (3 lần), Hàn Quốc và Qatar (2 lần). Một số đội khác từng lên ngôi là Úc (2015), Iraq (2007) và Kuwait (1980). Israel từng vô địch năm 1964 nhưng sau đó bị khai trừ khỏi AFC và gia nhập UEFA.
Úc gia nhập AFC từ năm 2007 và là chủ nhà của vòng chung kết Cúp bóng đá châu Á năm 2015, nơi họ lên ngôi vô địch sau khi đánh bại Hàn Quốc trong trận chung kết. Kể từ giải năm 2019, số lượng đội tham dự được mở rộng từ 16 lên 24 đội, và vòng loại của giải cũng đồng thời được dùng cho vòng loại World Cup của FIFA.

## Lịch sử

### Khởi đầu
Một giải đấu bóng đá toàn châu Á lần đầu tiên được đề xuất sau khi Thế chiến II kết thúc, nhưng mãi đến những năm 1950 mới được hiện thực hóa. Hai năm sau khi Liên đoàn Bóng đá châu Á (AFC) được thành lập vào năm 1954, kỳ AFC Asian Cup đầu tiên đã được tổ chức tại Hồng Kông thuộc Anh với sự tham dự của 7 trong số 12 quốc gia sáng lập AFC, biến giải đấu này trở thành giải vô địch bóng đá châu lục lâu đời thứ hai trên thế giới. Vòng loại bao gồm đội chủ nhà cùng các đội vô địch của ba khu vực: Trung Á, Đông Á và Tây Á. Giải đấu ban đầu chỉ có bốn đội, thể thức này được duy trì trong các kỳ năm 1960 và 1964. Các liên đoàn khu vực thuộc AFC cũng tổ chức các giải vô địch riêng theo chu kỳ hai năm, với mức độ quan tâm khác nhau.
Thời gian đầu, các đội tuyển quốc gia mạnh không mấy mặn mà với giải mà tập trung chủ yếu cho đấu trường Olympics và Asiad. Tình trạng các đội bỏ dở thi đấu hoặc không tham gia ngay từ vòng loại thường xuyên diễn ra.
Hàn Quốc thể hiện sự vượt trội trong giai đoạn đầu của giải khi giành chức vô địch ở cả hai kỳ đầu tiên vào năm 1956 và 1960; đây vẫn là thành tích tốt nhất của họ tại giải đấu cho đến nay.

### Sự thống trị của Tây Á (1964–1988)
Sau khi Hồng Kông và Hàn Quốc đăng cai hai kỳ đầu, Israel được chọn làm chủ nhà Cúp bóng đá châu Á 1964. Vẫn theo thể thức cũ, giải đấu chỉ có bốn đội và thi đấu vòng tròn một lượt để xác định nhà vô địch. Israel giành ngôi vô địch với ba trận thắng, xếp trên Ấn Độ. Đến năm 1968, giải được mở rộng lên năm đội, sau đó tăng lên sáu đội ở các kỳ 1972 và 1976.
Giai đoạn này chứng kiến sự thống trị tuyệt đối của Iran khi đội tuyển này vô địch ba kỳ liên tiếp vào các năm 1968, 1972 và 1976, trong đó Iran là chủ nhà của hai kỳ đầu và cuối. Iran hiện vẫn là đội tuyển quốc gia duy nhất ở châu Á giành ba chức vô địch liên tiếp. Cúp bóng đá châu Á 1972 đánh dấu lần đầu tiên giải đấu áp dụng thể thức vòng bảng - loại trực tiếp, và thể thức này tiếp tục được duy trì với một số điều chỉnh ở các kỳ sau. Israel bị khai trừ khỏi AFC vào năm 1972 do xung đột Ả Rập – Israel.
Từ năm 1980 đến 1988, số đội tham dự tăng lên 10, nhưng sự thống trị của các quốc gia Tây Á vẫn tiếp diễn. Kuwait trở thành quốc gia Ả Rập đầu tiên vô địch Asian Cup vào năm 1980 khi tổ chức giải trên sân nhà và đánh bại Hàn Quốc 3–0 trong trận chung kết. Ả Rập Xê Út, sau khởi đầu không mấy ấn tượng, đã nhanh chóng vươn lên và giành hai chức vô địch liên tiếp vào các năm 1984 và 1988, vượt qua Trung Quốc và Hàn Quốc trong hai trận chung kết. Đây cũng là những giải đấu lớn đầu tiên mà Ả Rập Xê Út tham dự.

### Sự trỗi dậy của Nhật Bản và sự chuyên nghiệp hóa của Asian Cup (1992–2011)
Cho đến những năm 1990, AFC Asian Cup chủ yếu được tổ chức ở cấp độ nghiệp dư hơn, bất chấp nỗ lực nâng cao tiêu chuẩn. Tuy nhiên, với việc châu Á được trao nhiều suất hơn cho Giải vô địch bóng đá thế giới, các nỗ lực chuyên nghiệp hóa giải đấu cũng bắt đầu. Cuối những năm 1990, giải bắt đầu được chuyên nghiệp hóa.
Trước những năm 1990, Nhật Bản chỉ là một tên tuổi nhỏ trong làng bóng đá châu Á và chỉ lần đầu góp mặt tại giải đấu vào năm 1988. Tuy nhiên, sau khi Nhật Bản bắt đầu chuyển mình mạnh mẽ trong công cuộc chuyên nghiệp hóa bóng đá, sức mạnh của họ thay đổi rõ rệt. Nhật Bản đăng cai tổ chức Cúp bóng đá châu Á 1992, giải đấu lúc đó thu gọn còn tám đội chia làm hai bảng. Đội chủ nhà đã giành chức vô địch đầu tiên trong lịch sử sau chiến thắng 1–0 trước đương kim vô địch Ả Rập Xê Út, đánh dấu danh hiệu quốc tế lớn đầu tiên của bóng đá Nhật Bản.
Giải năm 1996 tại Các Tiểu vương quốc Ả Rập Thống nhất (UAE) đánh dấu lần mở rộng đầu tiên lên 12 đội, phản ánh xu hướng chuyên nghiệp hóa trong khu vực. Chủ nhà UAE lần đầu tiên vào đến trận chung kết, nhưng thua Ả Rập Xê Út trên loạt sút luân lưu. Đây là chức vô địch châu Á thứ ba của Ả Rập Xê Út, và cũng là lần thứ tư liên tiếp họ lọt vào chung kết giải đấu.
Tại Asian Cup 2000, Lebanon lần đầu góp mặt trong khi Ả Rập Xê Út lại vào chung kết, nhưng thất bại trước Nhật Bản với tỷ số 0–1 trong một trận đấu mà khán đài tràn ngập cổ động viên Ả Rập. Nhật Bản tiếp tục bảo vệ thành công ngôi vương tại Asian Cup 2004 trên đất Trung Quốc, dù giải đấu bị chi phối bởi những căng thẳng chính trị giữa hai nước. Giải năm 2004 cũng là lần đầu tiên mở rộng lên 16 đội và đánh dấu lần đầu tiên Ả Rập Xê Út không vào đến chung kết.
Cúp bóng đá châu Á 2007 đánh dấu lần đầu tiên Úc tham dự giải sau khi rời Liên đoàn bóng đá châu Đại Dương (OFC) vào năm 2006 và cũng là giải đấu đầu tiên trên thế giới được đồng tổ chức bởi bốn quốc gia (Việt Nam, Thái Lan, Malaysia và Indonesia). Bất chấp cuộc chiến tranh và bất ổn trong nước, Iraq đã tạo nên kỳ tích khi lên ngôi vô địch sau khi vượt qua các đối thủ mạnh như Australia, Hàn Quốc và Ả Rập Xê Út.
Úc, sau màn ra mắt đáng thất vọng năm 2007, đã vào đến trận chung kết năm 2011 tại Qatar, nhưng thất bại 0–1 trước Nhật Bản trong hiệp phụ. Với chiến thắng này, Nhật Bản trở thành đội tuyển giàu thành tích nhất châu Á với bốn chức vô địch. Đây cũng là giải đấu đầu tiên áp dụng việc đánh số áo cầu thủ theo thứ tự từ 1 đến 23, một chuẩn mực mới của bóng đá châu lục.

### Sự mở rộng của Asian Cup (2015–nay)
Sau thành công của Úc tại Cúp bóng đá châu Á 2011, AFC đã phê duyệt quốc gia này đăng cai Cúp bóng đá châu Á 2015. Tại giải đấu, Úc đã hạ gục mọi đối thủ chỉ với một trận thua, trước khi vào trận chung kết gặp Hàn Quốc, đội bóng mà Úc phục thù chung cuộc 2–1 sau hiệp phụ; chiến thắng chính thức đánh dấu chức vô địch châu Á đầu tiên của Đông Nam Á khi Úc tham gia AFF vào năm 2013.
Sau thành công của Úc tại Cúp bóng đá châu Á 2011, Úc được AFC trao quyền đăng cai Cúp bóng đá châu Á 2015. Tại đây, đội chủ nhà chỉ để thua một trận trước Hàn Quốc tại vòng bảng, nhưng sau đó đã phục hận thành công trong trận chung kết với chiến thắng 2–1 sau hiệp phụ. Đây là danh hiệu châu Á đầu tiên cho Úc, đồng thời cũng là lần đầu tiên Đông Nam Á có đại diện đăng quang sau khi Úc gia nhập AFF vào năm 2013.
Tại Asian Cup 2019, lần đầu tiên công nghệ trợ lý trọng tài video (VAR) được áp dụng và số đội tham dự tăng lên 24. Giải đấu cũng cho phép thay cầu thủ thứ tư trong hiệp phụ. UAE là nước chủ nhà lần thứ hai và giải năm đó chứng kiến sự trỗi dậy bất ngờ của Qatar, đội bóng giành chức vô địch đầu tiên sau khi đánh bại Nhật Bản 3–1 trong trận chung kết. Tuy nhiên, giải đấu bị phủ bóng bởi căng thẳng ngoại giao giữa Qatar và các nước vùng Vịnh, bao gồm lệnh cấm cổ động viên Qatar vào UAE và những vụ việc phản cảm trong trận bán kết với đội chủ nhà.
Tại Asian Cup 2019, công nghệ trợ lý trọng tài video lần đầu tiên được sử dụng trong giải đấu, cũng như mở rộng lên 24 đội. Ngoài ra, quyền thay người thứ tư được cho phép trong thời gian bù giờ. Giải đấu do Các Tiểu vương quốc Ả Rập Thống nhất đăng cai lần thứ hai, chứng kiến sự trỗi dậy của Qatar, đội đã lần đầu tiên giành danh hiệu châu Á sau khi đánh bại Nhật Bản 3–1 trong trận chung kết. Giải đấu bị ảnh hưởng một phần do cuộc khủng hoảng ngoại giao Qatar, do lệnh cấm nhập cảnh của UAE đối với cổ động viên Qatar, cũng như hành vi ném giày trong trận bán kết của hai đội.

## Thể thức thi đấu

### Vòng chung kết
Kể từ năm 1972, vòng chung kết của Cúp bóng đá châu Á được tổ chức theo hai giai đoạn: vòng bảng và vòng đấu loại trực tiếp.
Từ năm 2019, vòng chung kết đã được mở rộng lên 24 đội, thay cho thể thức 16 đội được áp dụng trong giai đoạn 2004–2015. Mỗi đội thi đấu ba trận trong một bảng gồm bốn đội; hai đội đứng đầu mỗi bảng cùng với bốn đội xếp thứ ba có thành tích tốt nhất sẽ giành quyền vào vòng đấu loại trực tiếp. Ở giai đoạn này, 16 đội sẽ thi đấu theo thể thức loại trực tiếp, bắt đầu từ vòng 16 đội và kết thúc bằng trận chung kết.
| Năm  | Số đội | Số trận | Thể thức                                                                                  |
| ---- | ------ | ------- | ----------------------------------------------------------------------------------------- |
| 1956 | 4      | 6       | Vòng tròn một lượt gồm 4 đội                                                              |
| 1960 | 4      | 6       | Vòng tròn một lượt gồm 4 đội                                                              |
| 1964 | 4      | 6       | Vòng tròn một lượt gồm 4 đội                                                              |
| 1968 | 5      | 10      | Vòng tròn một lượt gồm 5 đội                                                              |
| 1972 | 6      | 13      | Các trận phân nhóm, chia thành 2 bảng gồm 3 đội, sau đó bán kết, tranh hạng ba, chung kết |
| 1976 | 6      | 10      | 2 bảng gồm 3 đội, sau đó bán kết, tranh hạng ba, chung kết                                |
| 1980 | 10     | 24      | 2 bảng gồm 5 đội, sau đó bán kết, tranh hạng ba, chung kết                                |
| 1984 | 10     | 24      | 2 bảng gồm 5 đội, sau đó bán kết, tranh hạng ba, chung kết                                |
| 1988 | 10     | 24      | 2 bảng gồm 5 đội, sau đó bán kết, tranh hạng ba, chung kết                                |
| 1992 | 8      | 16      | 2 bảng gồm 4 đội, sau đó bán kết, tranh hạng ba, chung kết                                |
| 1996 | 12     | 26      | 3 bảng gồm 4 đội, sau đó tứ kết, bán kết, tranh hạng ba, chung kết                        |
| 2000 | 12     | 26      | 3 bảng gồm 4 đội, sau đó tứ kết, bán kết, tranh hạng ba, chung kết                        |
| 2004 | 16     | 32      | 4 bảng gồm 4 đội, sau đó tứ kết, bán kết, tranh hạng ba, chung kết                        |
| 2007 | 16     | 32      | 4 bảng gồm 4 đội, sau đó tứ kết, bán kết, tranh hạng ba, chung kết                        |
| 2011 | 16     | 32      | 4 bảng gồm 4 đội, sau đó tứ kết, bán kết, tranh hạng ba, chung kết                        |
| 2015 | 16     | 32      | 4 bảng gồm 4 đội, sau đó tứ kết, bán kết, tranh hạng ba, chung kết                        |
| 2019 | 24     | 51      | 6 bảng gồm 4 đội, sau đó vòng 16 đội, tứ kết, bán kết, chung kết                          |
| 2023 | 24     | 51      | 6 bảng gồm 4 đội, sau đó vòng 16 đội, tứ kết, bán kết, chung kết                          |
| 2027 | 24     | 51      | 6 bảng gồm 4 đội, sau đó vòng 16 đội, tứ kết, bán kết, chung kết                          |
| 2031 | 24     | 51      | 6 bảng gồm 4 đội, sau đó vòng 16 đội, tứ kết, bán kết, chung kết                          |

## Kết quả các trận tranh hạng ba (từ 1972 đến 2015) và chung kết
| STT | Năm           | Chủ nhà                                    | Chung kết     | Chung kết                | Chung kết     | Tranh hạng ba hoặc hai đội thua ở bán kết | Tranh hạng ba hoặc hai đội thua ở bán kết | Tranh hạng ba hoặc hai đội thua ở bán kết | Số lượng các đội |
| STT | Năm           | Chủ nhà                                    | Vô địch       | Tỉ số                    | Á quân        | Hạng ba                                   | Tỉ số                                     | Hạng tư                                   | Số lượng các đội |
| --- | ------------- | ------------------------------------------ | ------------- | ------------------------ | ------------- | ----------------------------------------- | ----------------------------------------- | ----------------------------------------- | ---------------- |
| 1   | 1956 Chi tiết | Hồng Kông                                  | · Hàn Quốc    | Vòng tròn tính điểm      | · Israel      | · Hồng Kông                               | Vòng tròn tính điểm                       | · Việt Nam Cộng hòa                       | 4                |
| 2   | 1960 Chi tiết | Hàn Quốc                                   | · Hàn Quốc    | Vòng tròn tính điểm      | · Israel      | · Trung Hoa Dân Quốc                      | Vòng tròn tính điểm                       | · Việt Nam Cộng hòa                       | 4                |
| 3   | 1964 Chi tiết | Israel                                     | · Israel      | Vòng tròn tính điểm      | · Ấn Độ       | · Hàn Quốc                                | Vòng tròn tính điểm                       | · Hồng Kông                               | 4                |
| 4   | 1968 Chi tiết | Iran                                       | · Iran        | Vòng tròn tính điểm      | · Miến Điện   | · Israel                                  | Vòng tròn tính điểm                       | · Trung Hoa Dân Quốc                      | 5                |
| 5   | 1972 Chi tiết | Thái Lan                                   | · Iran        | 2 - 1 (s.h.p.)           | · Hàn Quốc    | · Thái Lan                                | 2 - 2 (s.h.p.) (5 - 3 p)                  | · Cộng hòa Khmer                          | 6                |
| 6   | 1976 Chi tiết | Iran                                       | · Iran        | 1 - 0                    | · Kuwait      | · Trung Quốc                              | 1 - 0                                     | · Iraq                                    | 6                |
| 7   | 1980 Chi tiết | Kuwait                                     | · Kuwait      | 3 - 0                    | · Hàn Quốc    | · Iran                                    | 3 - 0                                     | · CHDCND Triều Tiên                       | 10               |
| 8   | 1984 Chi tiết | Singapore                                  | · Ả Rập Xê Út | 2 - 0                    | · Trung Quốc  | · Kuwait                                  | 1 - 1 (s.h.p.) (5 - 3 p)                  | · Iran                                    | 10               |
| 9   | 1988 Chi tiết | Qatar                                      | · Ả Rập Xê Út | 0 - 0 (s.h.p.) (4 - 3 p) | · Hàn Quốc    | · Iran                                    | 0 - 0 (s.h.p.) (3 - 0 p)                  | · Trung Quốc                              | 10               |
| 10  | 1992 Chi tiết | Nhật Bản                                   | · Nhật Bản    | 1 - 0                    | · Ả Rập Xê Út | · Trung Quốc                              | 1 - 1 (s.h.p.) (4–3 p)                    | · UAE                                     | 8                |
| 11  | 1996 Chi tiết | UAE                                        | · Ả Rập Xê Út | 0 - 0 (s.h.p.) (4 - 2 p) | · UAE         | · Iran                                    | 1 - 1 (s.h.p.) (3 - 2 p)                  | · Kuwait                                  | 12               |
| 12  | 2000 Chi tiết | Liban                                      | · Nhật Bản    | 1 - 0                    | · Ả Rập Xê Út | · Hàn Quốc                                | 1 - 0                                     | · Trung Quốc                              | 12               |
| 13  | 2004 Chi tiết | Trung Quốc                                 | · Nhật Bản    | 3 - 1                    | · Trung Quốc  | · Iran                                    | 4 - 2                                     | · Bahrain                                 | 16               |
| 14  | 2007 Chi tiết | Indonesia · Malaysia · Thái Lan · Việt Nam | · Iraq        | 1 - 0                    | · Ả Rập Xê Út | · Hàn Quốc                                | 0 - 0 (s.h.p.) (6 - 5 p)                  | · Nhật Bản                                | 16               |
| 15  | 2011 Chi tiết | Qatar                                      | · Nhật Bản    | 1 - 0 (s.h.p.)           | · Úc          | · Hàn Quốc                                | 3 - 2                                     | · Uzbekistan                              | 16               |
| 16  | 2015 Chi tiết | Úc                                         | · Úc          | 2 - 1 (s.h.p.)           | · Hàn Quốc    | · UAE                                     | 3 - 2                                     | · Iraq                                    | 16               |
| 17  | 2019 Chi tiết | UAE                                        | · Qatar       | 3 - 1                    | · Nhật Bản    | Iran và UAE                               | Iran và UAE                               | Iran và UAE                               | 24               |
| 18  | 2023 Chi tiết | Qatar                                      | · Qatar       | 3 - 1                    | · Jordan      | Iran và Hàn Quốc                          | Iran và Hàn Quốc                          | Iran và Hàn Quốc                          | 24               |
| 19  | 2027 Chi tiết | Ả Rập Xê Út                                | CXĐ           |                          | CXĐ           | CXĐ và CXĐ                                | CXĐ và CXĐ                                | CXĐ và CXĐ                                | 24               |

## Các đội lọt vào top 4
Bốn kỳ đầu tiên của giải đấu chỉ có bốn hoặc năm đội tham dự và thi đấu theo thể thức vòng tròn một bảng. Kể từ năm 1972, vòng chung kết bắt đầu áp dụng thể thức đấu loại trực tiếp. Từ năm 2019, trận tranh hạng ba không còn được tổ chức; kể từ năm 2023, hai đội thua ở bán kết sẽ được xếp hạng bởi AFC dựa trên hiệu số bàn thắng bại trong trận bán kết.
| Đội tuyển         | Vô địch                      | Á quân                     | Hạng ba                    | Hạng tư        | Bán kết        | Tổng số lần vào top 4 |
| ----------------- | ---------------------------- | -------------------------- | -------------------------- | -------------- | -------------- | --------------------- |
| Nhật Bản          | 4 (1992 *, 2000, 2004, 2011) | 1 (2019)                   | -                          | 1 (2007)       | -              | 6                     |
| Ả Rập Xê Út       | 3 (1984, 1988, 1996)         | 3 (1992, 2000, 2007)       | -                          | -              | -              | 6                     |
| Iran              | 3 (1968 *, 1972, 1976 *)     | -                          | 4 (1980, 1988, 1996, 2004) | 1 (1984)       | 2 (2019, 2023) | 10                    |
| Hàn Quốc          | 2 (1956, 1960*)              | 4 (1972, 1980, 1988, 2015) | 4 (1964, 2000, 2007, 2011) | -              | 1 (2023)       | 11                    |
| Qatar             | 2 (2019, 2023 *)             | -                          | -                          | -              | -              | 2                     |
| Israel #          | 1 (1964 *)                   | 2 (1956, 1960)             | 1 (1968)                   | -              | -              | 4                     |
| Kuwait            | 1 (1980 *)                   | 1 (1976)                   | 1 (1984)                   | 1 (1996)       | -              | 4                     |
| Úc                | 1 (2015 *)                   | 1 (2011)                   | -                          | -              | -              | 2                     |
| Iraq              | 1 (2007)                     | -                          | -                          | 2 (1976, 2015) | -              | 3                     |
| Trung Quốc        | -                            | 2 (1984, 2004*)            | 2 (1976, 1992)             | 2 (1988, 2000) | -              | 6                     |
| UAE               | -                            | 1 (1996 *)                 | 1 (2015)                   | 1 (1992)       | 1 (2019)       | 4                     |
| Ấn Độ             | -                            | 1 (1964)                   | -                          | -              | -              | 1                     |
| Myanmar           | -                            | 1 (1968)                   | -                          | -              | -              | 1                     |
| Jordan            | -                            | 1 (2023)                   | -                          | -              | -              | 1                     |
| Hồng Kông         | -                            | -                          | 1 (1956)                   | 1 (1964)       | -              | 2                     |
| Đài Bắc Trung Hoa | -                            | -                          | 1 (1960)                   | 1 (1968)       | -              | 2                     |
| Thái Lan          | -                            | -                          | 1 (1972*)                  | -              | -              | 1                     |
| Việt Nam ^        | -                            | -                          | -                          | 2 (1956, 1960) | -              | 2                     |
| Campuchia         | -                            | -                          | -                          | 1 (1972)       | -              | 1                     |
| CHDCND Triều Tiên | -                            | -                          | -                          | 1 (1980)       | -              | 1                     |
| Bahrain           | -                            | -                          | -                          | 1 (2004)       | -              | 1                     |
| Uzbekistan        | -                            | -                          | -                          | 1 (2011)       | -              | 1                     |

* Chủ nhà 
# Israel bị khai trừ khỏi AFC trong những năm 1970 và cuối cùng trở thành một thành viên của UEFA. 
^ Năm 1975, đất nước Việt Nam được hoàn toàn thống nhất. Do đó, kể từ năm 1975 trở về sau, thành tích của Đội tuyển bóng đá quốc gia Việt Nam Cộng hòa sẽ được sáp nhập vào thành tích chung của Đội tuyển bóng đá quốc gia Việt Nam.

### Thành tích của các nước chủ nhà
| Năm  | Nước đăng cai | Chung kết     |
| ---- | ------------- | ------------- |
| 1956 | Hồng Kông     | Hạng ba       |
| 1960 | Hàn Quốc      | Vô địch       |
| 1964 | Israel        | Vô địch       |
| 1968 | Iran          | Vô địch       |
| 1972 | Thái Lan      | Hạng ba       |
| 1976 | Iran          | Vô địch       |
| 1980 | Kuwait        | Vô địch       |
| 1984 | Singapore     | Vòng bảng     |
| 1988 | Qatar         | Vòng bảng     |
| 1992 | Nhật Bản      | Vô địch       |
| 1996 | UAE           | Á quân        |
| 2000 | Liban         | Vòng bảng     |
| 2004 | Trung Quốc    | Á quân        |
| 2007 | Việt Nam      | Tứ kết        |
| 2007 | Indonesia     | Vòng bảng     |
| 2007 | Thái Lan      | Vòng bảng     |
| 2007 | Malaysia      | Vòng bảng     |
| 2011 | Qatar         | Tứ kết        |
| 2015 | Úc            | Vô địch       |
| 2019 | UAE           | Bán kết       |
| 2023 | Qatar         | Vô địch       |
| 2027 | Ả Rập Xê Út   | Chưa xác định |

### Thành tích đội đương kim vô địch
| Năm  | Đương kim vô địch | Chung kết     |
| ---- | ----------------- | ------------- |
| 1960 | Hàn Quốc          | Vô địch       |
| 1964 | Hàn Quốc          | Hạng ba       |
| 1968 | Israel            | Hạng ba       |
| 1972 | Iran              | Vô địch       |
| 1976 | Iran              | Vô địch       |
| 1980 | Iran              | Hạng ba       |
| 1984 | Kuwait            | Hạng ba       |
| 1988 | Ả Rập Xê Út       | Vô địch       |
| 1992 | Ả Rập Xê Út       | Á quân        |
| 1996 | Nhật Bản          | Tứ kết        |
| 2000 | Ả Rập Xê Út       | Á quân        |
| 2004 | Nhật Bản          | Vô địch       |
| 2007 | Nhật Bản          | Hạng tư       |
| 2011 | Iraq              | Tứ kết        |
| 2015 | Nhật Bản          | Tứ kết        |
| 2019 | Úc                | Tứ kết        |
| 2023 | Qatar             | Vô địch       |
| 2027 | Qatar             | Chưa xác định |

### Vô địch theo từng khu vực
| Liên đoàn khu vực | Các đội vô địch                                            | Số lần vô địch |
| ----------------- | ---------------------------------------------------------- | -------------- |
| WAFF (Tây Á)      | Iran (3), Ả Rập Xê Út (3), Qatar (2), Kuwait (1), Iraq (1) | 10             |
| EAFF (Đông Á)     | Nhật Bản (4), Hàn Quốc (2)                                 | 6              |
| AFF (Đông Nam Á)  | Úc (1)                                                     | 1              |
| CAFA (Trung Á)    |                                                            | 0              |
| SAFF (Nam Á)      |                                                            | 0              |

- Israel ngày nay chuyển sang trực thuộc UEFA.

## Giải thưởng

### Cúp
Đã có hai phiên bản Cúp châu Á; chiếc cúp đầu tiên được sử dụng từ năm 1956 đến 2015 và chiếc thứ hai được sử dụng kể từ năm 2019.
Chiếc cúp đầu tiên có dạng một cái bát có đế hình tròn. Nó cao 42 cm và nặng 15 kg. Cho đến giải đấu năm 2000, phần đế màu đen có các bảng khắc tên của mọi quốc gia chiến thắng, cũng như ấn bản đã giành chiến thắng. Chiếc cúp được thiết kế lại, thêm nhiều bạc hơn và giảm phần đế màu đen xuống chỉ còn một lớp mỏng. Căn cứ này không có biển báo và tên của các quốc gia chiến thắng được khắc xung quanh đế.
Trong lễ bốc thăm vòng bảng 2019 vào ngày 4 tháng 5 năm 2018 tại Burj Khalifa ở Dubai, một chiếc cúp hoàn toàn mới do Thomas Lyte chế tạo đã được công bố. Nó cao 78 cm, rộng 42 cm và nặng 15 kg bạc. Chiếc cúp được mô phỏng theo hoa sen , một loài thực vật thủy sinh quan trọng mang tính biểu tượng của châu Á. Năm cánh hoa sen tượng trưng cho năm tiểu liên đoàn trực thuộc AFC. Tên của các quốc gia chiến thắng được khắc xung quanh đế cúp, có thể tách rời khỏi thân chính của cúp. Chiếc cúp này có một tay cầm ở mỗi bên, không giống như chiếc cúp tiền nhiệm của nó.

### Cầu thủ xuất sắc nhất giải
| Năm  | Cầu thủ           |
| ---- | ----------------- |
| 1972 | Ebrahim Ashtiani  |
| 1976 | Ali Parvin        |
| 1980 | Không có          |
| 1984 | Giả Tú Toàn       |
| 1988 | Kim Joo-Sung      |
| 1992 | Takagi Takuya     |
| 1996 | Khodadad Azizi    |
| 2000 | Nanami Hiroshi    |
| 2004 | Nakamura Shunsuke |
| 2007 | Younis Mahmoud    |
| 2011 | Honda Keisuke     |
| 2015 | Massimo Luongo    |
| 2019 | Almoez Ali        |
| 2023 | Akram Afif        |
| 2027 |                   |

### Vua phá lưới
| Năm  | Cầu thủ                 | Số bàn thắng |
| ---- | ----------------------- | ------------ |
| 1956 | Nahum Stelmach          | 4            |
| 1960 | Cho Yoon-Ok             | 4            |
| 1964 | Inder Singh             | 2            |
| 1964 | Mordechai Spiegler      | 2            |
| 1968 | Homayoun Behzadi        | 4            |
| 1968 | Giora Spiegel           | 4            |
| 1968 | Moshe Romano            | 4            |
| 1972 | Hossein Kalani          | 5            |
| 1976 | Nasser Nouraei          | 3            |
| 1976 | Gholam Hossein Mazloomi | 3            |
| 1976 | Fatehi Kamil            | 3            |
| 1980 | Behtash Fariba          | 7            |
| 1980 | Choi Soon-Ho            | 7            |
| 1984 | Giả Tú Toàn             | 3            |
| 1984 | Shahrokh Bayani         | 3            |
| 1984 | Nasser Mohammadkhani    | 3            |
| 1988 | Lee Tae-Ho              | 3            |
| 1992 | Fahad Al-Bishi          | 3            |
| 1996 | Ali Daei                | 8            |
| 2000 | Lee Dong-Gook           | 6            |
| 2004 | A'ala Hubail            | 5            |
| 2004 | Ali Karimi              | 5            |
| 2007 | Younis Mahmoud          | 4            |
| 2007 | Takahara Naohiro        | 4            |
| 2007 | Yasser Al-Qahtani       | 4            |
| 2011 | Koo Ja-Cheol            | 5            |
| 2015 | Ali Mabkhout            | 5            |
| 2019 | Almoez Ali              | 9            |
| 2023 | Akram Afif              | 8            |
| 2027 |                         |              |

## Các đội tuyển tham dự
| Đội tuyển             | 1956 (4)                     | 1960 (4)                     | 1964 (4)                     | 1968 (5)                     | 1972 (6)                     | 1976 (6)               | 1980 (10)              | 1984 (10)              | 1988 (10)              | 1992 (8)               | 1996 (12)              | 2000 (12)          | 2004 (16)          | 2007 (16)          | 2011 (16)          | 2015 (16)          | 2019 (24)          | 2023 (24)          | 2027 (24)          | Lần tham dự |
| --------------------- | ---------------------------- | ---------------------------- | ---------------------------- | ---------------------------- | ---------------------------- | ---------------------- | ---------------------- | ---------------------- | ---------------------- | ---------------------- | ---------------------- | ------------------ | ------------------ | ------------------ | ------------------ | ------------------ | ------------------ | ------------------ | ------------------ | ----------- |
| Thành viên Tây Á      |                              |                              |                              |                              |                              |                        |                        |                        |                        |                        |                        |                    |                    |                    |                    |                    |                    |                    |                    |             |
| Kuwait                | Chưa là thành viên AFC       | Chưa là thành viên AFC       | Chưa là thành viên AFC       | ×                            | VB                           | 2nd                    | 1st                    | 3rd                    | VB                     | •                      | 4th                    | TK                 | VB                 | •                  | VB                 | VB                 | ×                  | •                  | Q                  | 11          |
| Iraq                  | Chưa là thành viên AFC       | Chưa là thành viên AFC       | Chưa là thành viên AFC       | Chưa là thành viên AFC       | VB                           | 4th                    | ×                      | ×                      | ×                      | ×                      | TK                     | TK                 | TK                 | 1st                | TK                 | 4th                | V2                 | V2                 | Q                  | 11          |
| Syria                 | Chưa là thành viên AFC       | Chưa là thành viên AFC       | Chưa là thành viên AFC       | Chưa là thành viên AFC       | •                            | ×                      | VB                     | VB                     | VB                     | •                      | VB                     | •                  | •                  | •                  | VB                 | •                  | VB                 | V2                 |                    | 7           |
| Liban                 | Chưa là thành viên AFC       | Chưa là thành viên AFC       | Chưa là thành viên AFC       | ×                            | •                            | ×                      | •                      | ×                      | ×                      | ×                      | •                      | VB                 | •                  | ×                  | •                  | •                  | VB                 | VB                 |                    | 3           |
| Bahrain               | Thuộc địa của Vương quốc Anh | Thuộc địa của Vương quốc Anh | Thuộc địa của Vương quốc Anh | ×                            | •                            | ×                      | ••                     | ×                      | VB                     | •                      | ×                      | •                  | 4th                | VB                 | VB                 | VB                 | V2                 | V2                 | Q                  | 8           |
| Jordan                | Chưa là thành viên AFC       | Chưa là thành viên AFC       | Chưa là thành viên AFC       | Chưa là thành viên AFC       | •                            | ×                      | ×                      | •                      | •                      | ×                      | •                      | •                  | TK                 | •                  | TK                 | VB                 | V2                 | 2nd                | Q                  | 6           |
| Qatar                 | Thuộc địa của Vương quốc Anh | Thuộc địa của Vương quốc Anh | Thuộc địa của Vương quốc Anh | Thuộc địa của Vương quốc Anh | Thuộc địa của Vương quốc Anh | •                      | VB                     | VB                     | VB                     | VB                     | •                      | TK                 | VB                 | VB                 | TK                 | VB                 | 1st                | 1st                | Q                  | 12          |
| Ả Rập Xê Út           | Chưa là thành viên AFC       | Chưa là thành viên AFC       | Chưa là thành viên AFC       | Chưa là thành viên AFC       | Chưa là thành viên AFC       | ••                     | ×                      | 1st                    | 1st                    | 2nd                    | 1st                    | 2nd                | VB                 | 2nd                | VB                 | VB                 | V2                 | V2                 | H                  | 12          |
| UAE                   | Thuộc địa của Vương quốc Anh | Thuộc địa của Vương quốc Anh | Thuộc địa của Vương quốc Anh | Thuộc địa của Vương quốc Anh | Thuộc địa của Vương quốc Anh | ×                      | VB                     | VB                     | VB                     | 4th                    | 2nd                    | •                  | VB                 | VB                 | VB                 | 3rd                | BK                 | V2                 | Q                  | 12          |
| Yemen                 | Chưa là thành viên AFC       | Chưa là thành viên AFC       | Chưa là thành viên AFC       | Chưa là thành viên AFC       | Chưa là thành viên AFC       | Chưa là thành viên AFC | Chưa là thành viên AFC | •                      | •                      | ×                      | •                      | •                  | •                  | •                  | •                  | •                  | VB                 | •                  |                    | 1           |
| Oman                  | Chưa là thành viên AFC       | Chưa là thành viên AFC       | Chưa là thành viên AFC       | Chưa là thành viên AFC       | Chưa là thành viên AFC       | Chưa là thành viên AFC | Chưa là thành viên AFC | •                      | ×                      | •                      | •                      | •                  | VB                 | VB                 | •                  | VB                 | V2                 | VB                 | Q                  | 6           |
| Palestine             | Chưa là thành viên AFC       | Chưa là thành viên AFC       | Chưa là thành viên AFC       | Chưa là thành viên AFC       | Chưa là thành viên AFC       | Chưa là thành viên AFC | Chưa là thành viên AFC | Chưa là thành viên AFC | Chưa là thành viên AFC | Chưa là thành viên AFC | Chưa là thành viên AFC | •                  | •                  | •                  | •                  | VB                 | VB                 | V2                 | Q                  | 4           |
| Thành viên Trung Á    |                              |                              |                              |                              |                              |                        |                        |                        |                        |                        |                        |                    |                    |                    |                    |                    |                    |                    |                    |             |
| Iran                  | ×                            | •                            | ×                            | 1st                          | 1st                          | 1st                    | 3rd                    | 4th                    | 3rd                    | VB                     | 3rd                    | TK                 | 3rd                | TK                 | TK                 | TK                 | BK                 | BK                 | Q                  | 16          |
| Uzbekistan            | Một phần của Liên Xô         | Một phần của Liên Xô         | Một phần của Liên Xô         | Một phần của Liên Xô         | Một phần của Liên Xô         | Một phần của Liên Xô   | Một phần của Liên Xô   | Một phần của Liên Xô   | Một phần của Liên Xô   | Chưa là thành viên AFC | VB                     | VB                 | TK                 | TK                 | 4th                | TK                 | V2                 | TK                 | Q                  | 9           |
| Turkmenistan          | Một phần của Liên Xô         | Một phần của Liên Xô         | Một phần của Liên Xô         | Một phần của Liên Xô         | Một phần của Liên Xô         | Một phần của Liên Xô   | Một phần của Liên Xô   | Một phần của Liên Xô   | Một phần của Liên Xô   | Chưa là thành viên AFC | •                      | •                  | VB                 | •                  | •                  | •                  | VB                 | •                  |                    | 2           |
| Kyrgyzstan            | Một phần của Liên Xô         | Một phần của Liên Xô         | Một phần của Liên Xô         | Một phần của Liên Xô         | Một phần của Liên Xô         | Một phần của Liên Xô   | Một phần của Liên Xô   | Một phần của Liên Xô   | Một phần của Liên Xô   | Chưa là thành viên AFC | •                      | •                  | •                  | ×                  | •                  | •                  | V2                 | VB                 | Q                  | 3           |
| Tajikistan            | Một phần của Liên Xô         | Một phần của Liên Xô         | Một phần của Liên Xô         | Một phần của Liên Xô         | Một phần của Liên Xô         | Một phần của Liên Xô   | Một phần của Liên Xô   | Một phần của Liên Xô   | Một phần của Liên Xô   | Chưa là thành viên AFC | •                      | •                  | •                  | ×                  | •                  | •                  | •                  | TK                 |                    | 1           |
| Thành viên Nam Á      |                              |                              |                              |                              |                              |                        |                        |                        |                        |                        |                        |                    |                    |                    |                    |                    |                    |                    |                    |             |
| Ấn Độ                 | ×                            | •                            | 2nd                          | ×                            | •                            | •                      | •                      | VB                     | •                      | •                      | •                      | •                  | •                  | •                  | VB                 | •                  | VB                 | VB                 |                    | 5           |
| Bangladesh            | Một phần của Pakistan        | Một phần của Pakistan        | Một phần của Pakistan        | Một phần của Pakistan        | Chưa là thành viên AFC       | ×                      | VB                     | •                      | •                      | •                      | ×                      | •                  | •                  | •                  | •                  | •                  | •                  | •                  |                    | 1           |
| Thành viên Đông Á     |                              |                              |                              |                              |                              |                        |                        |                        |                        |                        |                        |                    |                    |                    |                    |                    |                    |                    |                    |             |
| Hàn Quốc              | 1st                          | 1st                          | 3rd                          | •                            | 2nd                          | •                      | 2nd                    | VB                     | 2nd                    | •                      | TK                     | 3rd                | TK                 | 3rd                | 3rd                | 2nd                | TK                 | BK                 | Q                  | 16          |
| Hồng Kông             | 3rd                          | •                            | 4th                          | 5th                          | •                            | •                      | •                      | •                      | •                      | •                      | •                      | •                  | •                  | •                  | •                  | •                  | •                  | VB                 |                    | 4           |
| Đài Bắc Trung Hoa     | •                            | 3rd                          | ×                            | 4th                          | ×                            | Thành viên OFC         | Thành viên OFC         | Thành viên OFC         | Thành viên OFC         | •                      | •                      | •                  | •                  | •                  | •                  | •                  | •                  | •                  |                    | 2           |
| Nhật Bản              | ×                            | ×                            | ×                            | •                            | ×                            | •                      | ×                      | ×                      | VB                     | 1st                    | TK                     | 1st                | 1st                | 4th                | 1st                | TK                 | 2nd                | TK                 | Q                  | 11          |
| Trung Quốc            | Chưa là thành viên AFC       | Chưa là thành viên AFC       | Chưa là thành viên AFC       | Chưa là thành viên AFC       | Chưa là thành viên AFC       | 3rd                    | VB                     | 2nd                    | 4th                    | 3rd                    | TK                     | 4th                | 2nd                | VB                 | VB                 | TK                 | TK                 | VB                 | Q                  | 14          |
| CHDCND Triều Tiên     | Chưa là thành viên AFC       | Chưa là thành viên AFC       | Chưa là thành viên AFC       | Chưa là thành viên AFC       | Chưa là thành viên AFC       | ••                     | 4th                    | ×                      | •                      | VB                     | ×                      | •                  | •                  | ×                  | VB                 | VB                 | VB                 | ×                  | Q                  | 6           |
| Thành viên Đông Nam Á |                              |                              |                              |                              |                              |                        |                        |                        |                        |                        |                        |                    |                    |                    |                    |                    |                    |                    |                    |             |
| Việt Nam              | 4th                          | 4th                          | •                            | •                            | •                            | ×                      | ×                      | ×                      | ×                      | ×                      | •                      | •                  | •                  | TK                 | •                  | •                  | TK                 | VB                 |                    | 5           |
| Philippines           | •                            | •                            | ×                            | •                            | ×                            | ×                      | •                      | •                      | ×                      | ×                      | •                      | •                  | ×                  | ×                  | •                  | •                  | VB                 | •                  |                    | 1           |
| Campuchia             | •                            | ×                            | ×                            | •                            | 4th                          | ×                      | ×                      | ×                      | ×                      | ×                      | ×                      | •                  | ×                  | ×                  | •                  | •                  | •                  | •                  |                    | 1           |
| Singapore             | ×                            | •                            | ×                            | •                            | ×                            | •                      | •                      | VB                     | ×                      | •                      | •                      | •                  | •                  | •                  | •                  | •                  | •                  | •                  |                    | 1           |
| Thái Lan              | ×                            | ×                            | •                            | •                            | 3rd                          | ••                     | •                      | •                      | •                      | VB                     | VB                     | VB                 | VB                 | VB                 | •                  | •                  | V2                 | V2                 |                    | 8           |
| Myanmar               | ×                            | ×                            | ×                            | 2nd                          | ×                            | ×                      | ×                      | ×                      | ×                      | ×                      | •                      | •                  | •                  | ×                  | •                  | •                  | •                  | •                  |                    | 1           |
| Indonesia             | ×                            | ×                            | ×                            | •                            | •                            | •                      | •                      | •                      | •                      | •                      | VB                     | VB                 | VB                 | VB                 | •                  | •                  | ×                  | V2                 | Q                  | 6           |
| Malaysia              | •                            | •                            | •                            | •                            | •                            | VB                     | VB                     | •                      | •                      | •                      | •                      | •                  | •                  | VB                 | •                  | •                  | •                  | VB                 |                    | 4           |
| Úc                    | Thành viên OFC               | Thành viên OFC               | Thành viên OFC               | Thành viên OFC               | Thành viên OFC               | Thành viên OFC         | Thành viên OFC         | Thành viên OFC         | Thành viên OFC         | Thành viên OFC         | Thành viên OFC         | Thành viên OFC     | Thành viên OFC     | TK                 | 2nd                | 1st                | TK                 | TK                 | Q                  | 6           |
| Cựu thành viên AFC    |                              |                              |                              |                              |                              |                        |                        |                        |                        |                        |                        |                    |                    |                    |                    |                    |                    |                    |                    |             |
| Israel                | 2nd                          | 2nd                          | 1st                          | 3rd                          | ••                           | Rời khỏi AFC           | Rời khỏi AFC           | Rời khỏi AFC           | Rời khỏi AFC           | Rời khỏi AFC           | Thành viên UEFA        | Thành viên UEFA    | Thành viên UEFA    | Thành viên UEFA    | Thành viên UEFA    | Thành viên UEFA    | Thành viên UEFA    | Thành viên UEFA    | Thành viên UEFA    | 4           |
| Nam Yemen             | Chưa là thành viên AFC       | Chưa là thành viên AFC       | Chưa là thành viên AFC       | Chưa là thành viên AFC       | Chưa là thành viên AFC       | VB                     | ×                      | ×                      | •                      | Một phần của Yemen     | Một phần của Yemen     | Một phần của Yemen | Một phần của Yemen | Một phần của Yemen | Một phần của Yemen | Một phần của Yemen | Một phần của Yemen | Một phần của Yemen | Một phần của Yemen | 1           |

Chú thích
| - 1st – Vô địch - 2nd – Á quân - 3rd – Hạng ba - 4th – Hạng tư - 5th – Hạng năm - BK – Bán kết - TK – Tứ kết - V2 – Vòng 16 đội - VB – Vòng bảng | - Q – Vượt qua vòng loại cho giải đấu sắp tới - •• —Đủ điều kiện nhưng rút lui - • — Không vượt qua vòng loại - × — Không tham dự / Rút lui / Bị cấm - H — Chủ nhà |

Các đội tuyển chưa từng tham dự Asian Cup Afghanistan,  Bhutan,  Brunei,  Đông Timor,  Guam,  Lào,  Ma Cao,  Maldives,  Mông Cổ,  Nepal,  Quần đảo Bắc Mariana,  Pakistan,  Sri Lanka

## Lần đầu tham dự
Dưới đây là thống kê giải đấu đầu tiên mà các đội tuyển có mặt tại vòng chung kết Asian Cup.
| Năm  | Đội tuyển                                    |
| ---- | -------------------------------------------- |
| 1956 | Hồng Kông Israel Hàn Quốc Việt Nam Cộng hòa  |
| 1960 | Trung Hoa Dân Quốc                           |
| 1964 | Ấn Độ                                        |
| 1968 | Iran Miến Điện                               |
| 1972 | Cộng hòa Khmer Iraq Kuwait Thái Lan          |
| 1976 | Trung Quốc Malaysia Nam Yemen                |
| 1980 | Bangladesh CHDCND Triều Tiên Qatar Syria UAE |
| 1984 | Ả Rập Xê Út Singapore                        |
| 1988 | Bahrain Nhật Bản                             |
| 1992 | Không có                                     |
| 1996 | Indonesia Uzbekistan                         |
| 2000 | Liban                                        |
| 2004 | Jordan Oman Turkmenistan                     |
| 2007 | Úc                                           |
| 2011 | Không có                                     |
| 2015 | Palestine                                    |
| 2019 | Kyrgyzstan Philippines Yemen                 |
| 2023 | Tajikistan                                   |

## Bảng xếp hạng tổng thể
Tính đến Cúp bóng đá châu Á 2023
| Chú thích               |
| ----------------------- |
| Đội đã vô địch giải đấu |

| TT  | Đội tuyển         | Trận | Thắng | Hòa | Thua | Bàn thắng | Bàn thua | Hiệu số | Điểm |
| 1.  | Iran              | 74   | 45    | 20  | 9    | 143       | 55       | +88     | 155  |
| 2.  | Hàn Quốc          | 73   | 38    | 19  | 16   | 117       | 74       | +43     | 133  |
| 3.  | Nhật Bản          | 53   | 33    | 12  | 8    | 104       | 52       | +52     | 111  |
| 4.  | Ả Rập Xê Út       | 52   | 23    | 15  | 14   | 74        | 50       | +24     | 84   |
| 5.  | Trung Quốc        | 59   | 23    | 15  | 21   | 88        | 66       | +22     | 84   |
| 6.  | Qatar             | 46   | 19    | 12  | 15   | 66        | 52       | +14     | 69   |
| 7.  | Iraq              | 42   | 18    | 7   | 17   | 54        | 52       | +2      | 61   |
| 8.  | UAE               | 48   | 16    | 13  | 19   | 47        | 64       | –17     | 61   |
| 9.  | Kuwait            | 42   | 15    | 10  | 17   | 47        | 51       | –4      | 55   |
| 10. | Uzbekistan        | 33   | 15    | 7   | 11   | 49        | 50       | –1      | 52   |
| 11. | Úc                | 26   | 15    | 5   | 6    | 49        | 17       | +32     | 50   |
| 12. | Jordan            | 22   | 10    | 7   | 5    | 30        | 18       | +12     | 37   |
| 13. | Syria             | 25   | 8     | 5   | 12   | 19        | 30       | –11     | 29   |
| 14. | Israel            | 13   | 9     | 0   | 4    | 28        | 15       | +13     | 27   |
| 15. | Bahrain           | 27   | 7     | 6   | 14   | 33        | 44       | –11     | 27   |
| 16. | Thái Lan          | 28   | 3     | 11  | 14   | 22        | 54       | –32     | 20   |
| 17. | Oman              | 16   | 3     | 5   | 8    | 12        | 20       | –8      | 14   |
| 18. | CHDCND Triều Tiên | 18   | 3     | 2   | 13   | 15        | 40       | –25     | 11   |
| 19. | Indonesia         | 16   | 3     | 2   | 11   | 13        | 38       | –25     | 11   |
| 20. | Ấn Độ             | 16   | 3     | 1   | 12   | 12        | 33       | –21     | 10   |
| 21. | Việt Nam          | 18   | 2     | 3   | 13   | 21        | 43       | –22     | 9    |
| 22. | Myanmar           | 4    | 2     | 1   | 1    | 5         | 4        | +1      | 7    |
| 23. | Malaysia          | 12   | 1     | 4   | 7    | 10        | 28       | –18     | 7    |
| 24. | Liban             | 9    | 1     | 3   | 5    | 8         | 17       | –9      | 6    |
| 25. | Palestine         | 10   | 1     | 3   | 6    | 7         | 21       | –14     | 6    |
| 26. | Tajikistan        | 5    | 1     | 2   | 2    | 3         | 4        | –1      | 5    |
| 27. | Đài Bắc Trung Hoa | 7    | 1     | 2   | 4    | 5         | 12       | –7      | 5    |
| 28. | Singapore         | 4    | 1     | 1   | 2    | 3         | 4        | –1      | 4    |
| 29. | Campuchia         | 5    | 1     | 1   | 3    | 8         | 10       | –2      | 4    |
| 30. | Kyrgyzstan        | 7    | 1     | 1   | 5    | 7         | 12       | –5      | 4    |
| 31. | Hồng Kông         | 13   | 0     | 3   | 10   | 10        | 30       | –20     | 3    |
| 32. | Turkmenistan      | 6    | 0     | 1   | 5    | 7         | 16       | –9      | 1    |
| 33. | Philippines       | 3    | 0     | 0   | 3    | 1         | 7        | –6      | 0    |
| 34. | Nam Yemen         | 2    | 0     | 0   | 2    | 0         | 9        | –9      | 0    |
| 35. | Yemen             | 3    | 0     | 0   | 3    | 0         | 10       | –10     | 0    |
| 36. | Bangladesh        | 4    | 0     | 0   | 4    | 2         | 17       | –15     | 0    |

Ghi chú
1. ↑  Úc chuyển từ OFC sang AFC vào tháng 1 năm 2006.
2. ↑  Israel bị trục xuất khỏi AFC vào năm 1974 và là thành viên của UEFA từ năm 1994 đến nay.
3. ↑  Tính cả thành tích của  Việt Nam Cộng hòa trong giai đoạn 1956–1976.
4. ↑  Nam Yemen tham dự Asian Cup trong giai đoạn 1976–1988.

## Các huấn luyện viên vô địch
| Năm  | Huấn luyện viên         | Vô địch     |
| ---- | ----------------------- | ----------- |
| 1956 | Lee Yoo-hyung           | Hàn Quốc    |
| 1960 | Wui Hye-deok            | Hàn Quốc    |
| 1964 | Yosef Merimovich        | Israel      |
| 1968 | Mahmoud Bayati          | Iran        |
| 1972 | Mohammad Ranjbar        | Iran        |
| 1976 | Heshmat Mohajerani      | Iran        |
| 1980 | Carlos Alberto Parreira | Kuwait      |
| 1984 | Khalil Al-Zayani        | Ả Rập Xê Út |
| 1988 | Carlos Alberto Parreira | Ả Rập Xê Út |
| 1992 | Hans Ooft               | Nhật Bản    |
| 1996 | Nelo Vingada            | Ả Rập Xê Út |
| 2000 | Philippe Troussier      | Nhật Bản    |
| 2004 | Zico                    | Nhật Bản    |
| 2007 | Jorvan Vieira           | Iraq        |
| 2011 | Alberto Zaccheroni      | Nhật Bản    |
| 2015 | Ange Postecoglou        | Úc          |
| 2019 | Félix Sánchez Bas       | Qatar       |
| 2023 | Tintín Márquez          | Qatar       |
| 2027 |                         |             |